# リーセンド
株式会社リーセンドは日本の広告・制作会社である。
所在地は神奈川県川崎市麻生区上麻生6-30-33。
社名の由来は、【読む（read）ものを届ける（send）】の造語。

## 概要

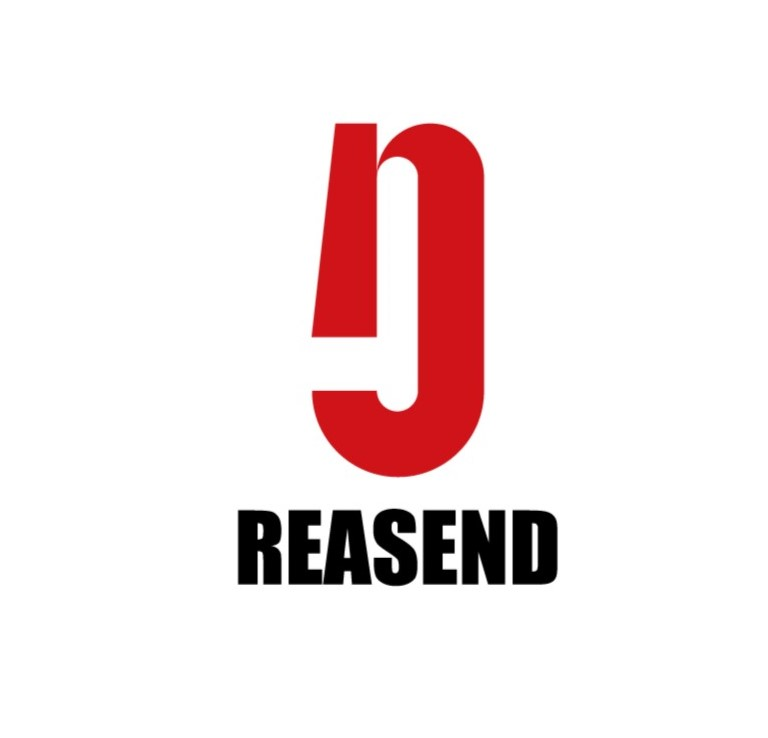
株式会社リーセンドのロゴマーク

紙媒体を使用した広告代理業（ポスティング・新聞折込・DM発送・アッセンブリ）と、各種デザイン（広告デザイン・グラフィックデザイン・WEBデザイン）等幅広く事業展開している。
ロゴマークのモチーフはひらがなの「り」。一筆書きのように繋げることで、同じ方向を見据え協力し合うという意味が込められている。
企業理念は「ありがとうで人生を変える」。

## 来歴
2016年1月　創業。
2017年12月　本社移転→2019年8月　再び本社移転
2021年11月　サラメシ シーズン11 (24)出演
2022年2月　アイミツCLOUDに優良会社として掲載、5月　ニコラス・ケンジとスポンサー契約締結
2023年8月　HP制作.jpに掲載

## 顧問
- 三田薫税理士事務所　三田薫
- 丸茂社会保険労務士事務所　丸茂雅一
- やまもと総合法律事務所　細川宗孝